# Liste des édifices labellisés « Patrimoine du XXe siècle » de Seine-et-Marne
Cet article recense les monuments historiques protégé au titre du Patrimoine du XXe siècle du département de Seine-et-Marne, en France,.

## Statistiques
Au 31 décembre 2010, la Seine-et-Marne compte 10 immeubles protégés du patrimoine du XXe siècle.

## Liste
| Monument                                                           | Commune                   | Adresse                         | Coordonnées                      | Notice         | Protection        | Date | Illustration                                                       |
| ------------------------------------------------------------------ | ------------------------- | ------------------------------- | -------------------------------- | -------------- | ----------------- | ---- | ------------------------------------------------------------------ |
| Église Saint-François-d'Assise de Champagne-sur-Seine              | Champagne-sur-Seine       | rue Grande                      | 48° 23′ 32″ nord, 2° 48′ 17″ est | « EA77000002 » |                   | 2011 | Église Saint-François-d'Assise de Champagne-sur-Seine              |
| Église Notre-Dame-de-Toutes-les-Protections de Champagne-sur-Seine | Champagne-sur-Seine       | 169 Rue Grande                  | 48° 23′ 32″ nord, 2° 48′ 19″ est | « EA77000001 » |                   | 2011 | Église Notre-Dame-de-Toutes-les-Protections de Champagne-sur-Seine |
| Église Notre-Dame-des-Roses de Grisy-Suisnes                       | Grisy-Suisnes             | 1 rue de la Légalité            | 48° 41′ 08″ nord, 2° 39′ 52″ est | « EA77000003 » |                   | 2011 | Église Notre-Dame-des-Roses de Grisy-Suisnes                       |
| Pont d'Esbly                                                       | Isles-lès-Villenoy, Esbly | RD5                             | 48° 54′ 42″ nord, 2° 48′ 55″ est | « PA00087032 » | Inscrit MH (1965) | 1965 | Pont d'Esbly                                                       |
| Temple de Lagny-sur-Marne                                          | Lagny-sur-Marne           | 4 avenue de la République       | 48° 52′ 40″ nord, 2° 42′ 03″ est | « EA77000004 » |                   | 2011 | Temple de Lagny-sur-Marne                                          |
| Chapelle de l'ancien grand séminaire                               | Meaux                     |                                 | 48° 57′ 49″ nord, 2° 52′ 48″ est | « PA77000011 » | Inscrit MH (1998) | 1998 | Chapelle de l'ancien grand séminaire                               |
| Chapelle Saint-François de l'Almont                                | Melun                     | rue Paul-Valéry                 | 48° 32′ 38″ nord, 2° 40′ 34″ est | « EA77000005 » |                   | 2011 | Image manquante Téléverser                                         |
| Ermitage orthodoxe Notre-Dame-de-Kazan                             | Moisenay                  | 2 chemin du Moulin-de-la-roue   | 48° 33′ 24″ nord, 2° 44′ 57″ est | « EA77000006 » |                   | 2011 | Image manquante Téléverser                                         |
| Maisons néogothiques                                               | Moret-sur-Loing           | Place royale rue du Grez        | 48° 22′ 19″ nord, 2° 49′ 04″ est | « PA00087143 » | Inscrit MH (1990) | 1990 | Maisons néogothiques                                               |
| Jardin de Violet Trefusis                                          | Saint-Loup-de-Naud        |                                 | 48° 32′ 12″ nord, 3° 12′ 35″ est | « PA77000030 » | Inscrit           | 2016 | Image manquante Téléverser                                         |
| Sépulture d'Isabelle et René Viviani                               | Seine-Port                | Cimetière                       | 48° 33′ 20″ nord, 2° 33′ 34″ est | « PA77000031 » | Inscrit           | 2016 | Sépulture d'Isabelle et René Viviani                               |
| Église Notre-Dame-de-la-Paix de Villeparisis                       | Villeparisis              | 105 avenue du Général-de-Gaulle | 48° 56′ 47″ nord, 2° 36′ 26″ est | « EA77000007 » |                   | 2011 | Image manquante Téléverser                                         |